# Кальноки, Густав
Граф Густав Кальноки (нем. Gustav Sigmund Graf Kálnoky von Köröspatak, венг. Gróf Kőröspataki Kálnoky Gusztáv Zsigmond; 29 декабря 1832[…], Летовице[…] — 13 февраля 1898[…], Бродек-у-Простеёва) — австро-венгерский дипломат, министр иностранных дел Австро-Венгрии в 1881 — 1895.

## Происхождение и дипломатическая карьера
Происходил из венгерского трансильванского дворянского рода. Четвертый из одиннадцати детей графа Густава Йозефа фон Кёрёшпатака (1799 — 1884) и графини Изабеллы фон Шраттенбах (1809 — 1875). Родился в замке Леттовитц (совр. Летовице в Чехии). В 17 лет поступил на военную службу, выслужил чин старшего лейтенанта. Гусар.
С 1854 года — на австрийской дипломатической службе. Был атташе в Баварии, с 1857 — в Пруссии. В 1860 году — 1870 — секретарь посольства в Лондоне. Затем советник посольства в Ватикане, с 1874 года — посол в Дании.
В 1879 году получил генеральское звание. Назначен послом в России, где служил до ноября 1881 года.

## Министр иностранных дел
Занял пост министра императорского дома и иностранных дел после смерти барона Хаймерле. Характеризовался как осторожный дипломат.
Один из авторов Тройственного союза (привлечения Италии к Австро-германскому договору). Предпринимал попытки нейтрализации Румынии и Сербии. Архитектор Средиземноморской Антанты. Стремился к ограничению влияния России в Болгарии.
Будучи католиком, конфликтовал с венгерским правительством, в котором преобладали протестанты. Министр поддержал папского нунция в Венгрии Антонио Альярди, выступавшего против процессов секуляризации, в том числе - против признания гражданских браков. Венгерское правительство потребовало отзыва Альярди, однако Кальноки оказал ему публичную поддержку. В мае 1895 министр-президент Венгрии Дезё Банфи добился отставки министра под предлогом русофильства Кальноки и слабой политики, проводившейся  на Балканах. Преемником Кальноки стал Агенор Голуховский.
До 1897 года Кальноки являлся членом Палаты господ (Herrenhaus) парламента Цислейтании, однако большую часть времени проводил в унаследованном от матери поместье в Предлитце (совр. Бродек у Простехова в Чехии), где и умер.